# Bocar Manufacturing

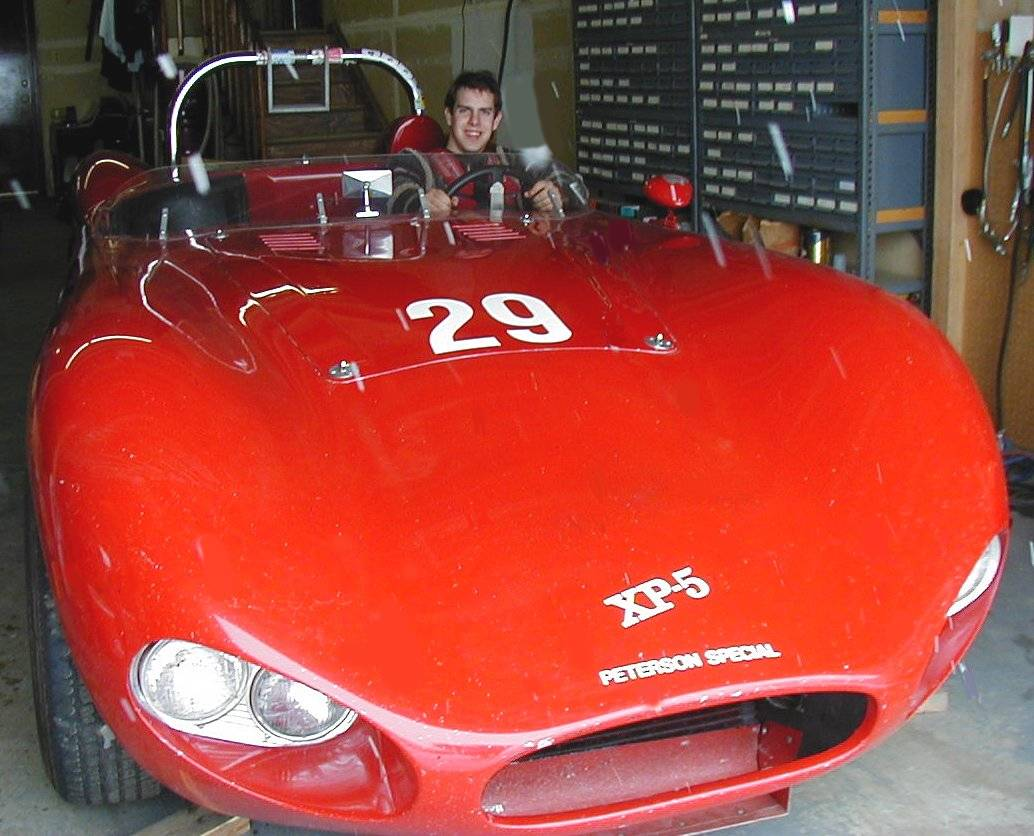
Bocar XP-5 (1959)

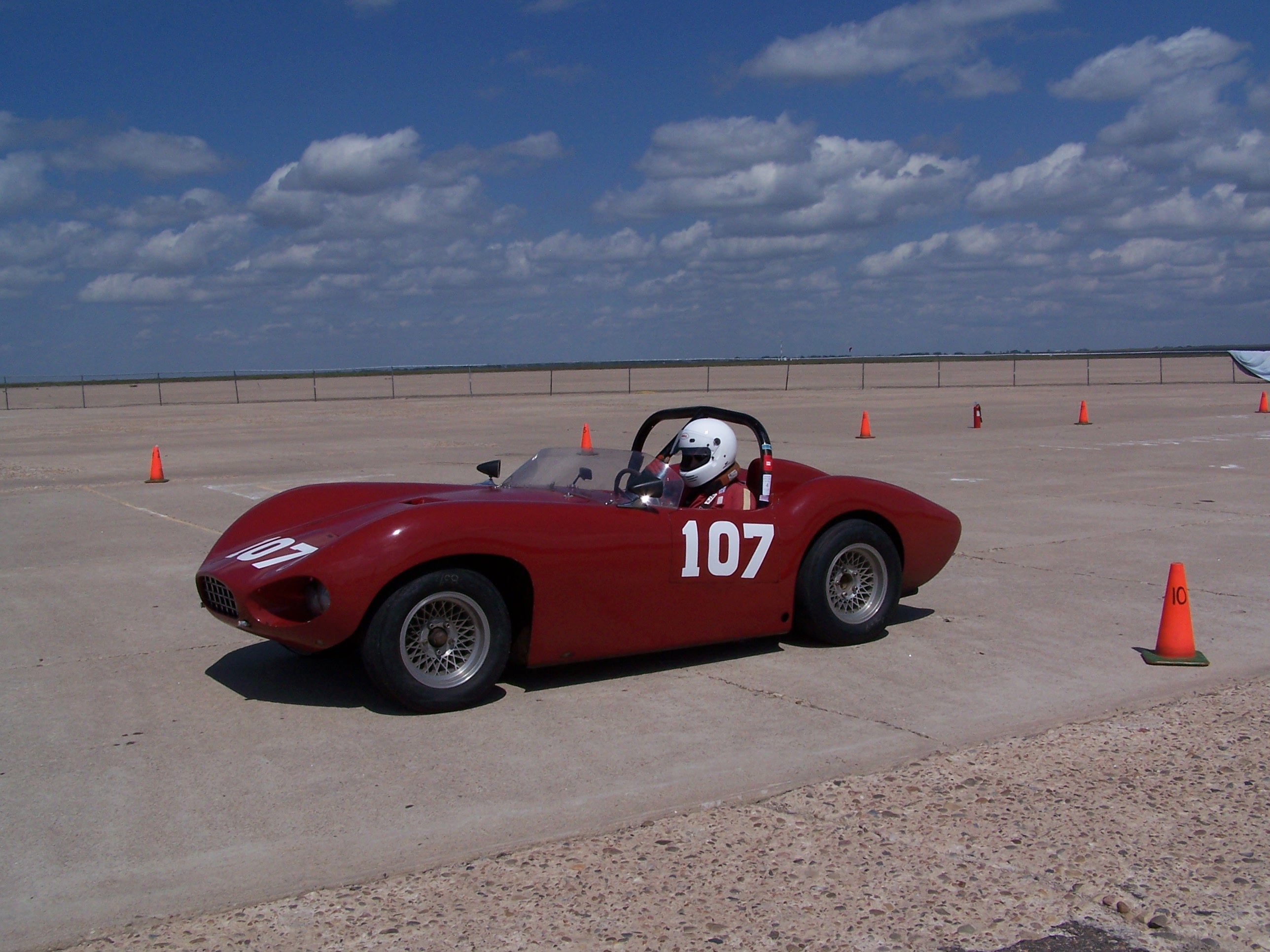
Seitenansicht

Die Bocar Manufacturing Company war ein US-amerikanischer Automobilhersteller.

## Beschreibung
Das Unternehmen aus Denver in Colorado stellte unter Leitung von Bob Carnes zwischen 1958 und 1962 Automobile her. Der Markenname war Bocar. Ein Feuer zerstörte 1962 das Werk.

## Modelle
1958 erschien das Modell XP-4, ein Supersportwagen mit Rohrrahmenchassis und zweisitziger GFK-Roadster-Karosserie. Der Radstand betrug 2286 mm. Basismotorisierung war ein V8-Motor von der Chevrolet Corvette mit 4638 cm³ Hubraum. Auf Wunsch konnte auch ein V8-Motor von Pontiac mit 6063 cm³ Hubraum eingebaut werden.
1959 ersetzte das Modell XP-5 den XP-4. Sein Radstand war auf 2311 mm gewachsen und es gab nur noch den Corvette-Motor mit 4,6 l Hubraum, dessen Leistung 315 bhp (232 kW) betrug. Der Verkaufspreis war US$ 8700,–.
1960 wurde dem XP-5 der XP-6 zur Seite gestellt. Der Radstand war gegenüber den Vorgängermodellen erneut gewachsen, und zwar auf 2642 mm. Der Corvette-Motor hatte einen Kompressor erhalten und seine Leistung wuchs bei gleichbleibendem Hubraum auf 400 bhp (294 kW). Der Wagen kostete US$ 11.700,–.